# Màrtirs de Dirràquium
Els màrtirs de Dirràquium (Dyrrhachium) eren set cristians (Peregrí, Llucià, Pompeu, Hesiqui, Papi, Saturní i Germà) procedents probablement de Roma o alguna part d'Itàlia, que van fugir de la persecució iniciada sota el regnat de Trajà cap a Macedònia. A Dirràquium (actual Durrës, a Albània), van presenciar el martiri del bisbe Asti, cap de la comunitat cristiana que va hi va ser crucificat. Aquesta visió els va donar coratge i es van declarar cristians. Foren condemnats pel praeses Agrícola i van ésser lligats amb cadenesa una nau i llençats a la mar Adriàtica perquè s'ofeguessin, prop de la costa. Era prop de l'any 120.

## Veneració
Venerats per l'Església catòlica i l'Església Ortodoxa, el dies natalis es celebra el dia 7 de juliol.
Els seus cossos, portats per les onades a la platja, haurien sigut recollits pels cristians. La tradició diu que noranta anys després s'aparegueren al bisbe d'Alexandria i li digueren que hi edifiqués un temple al lloc on eren enterrats.